# Gustaw Adolf Gebethner

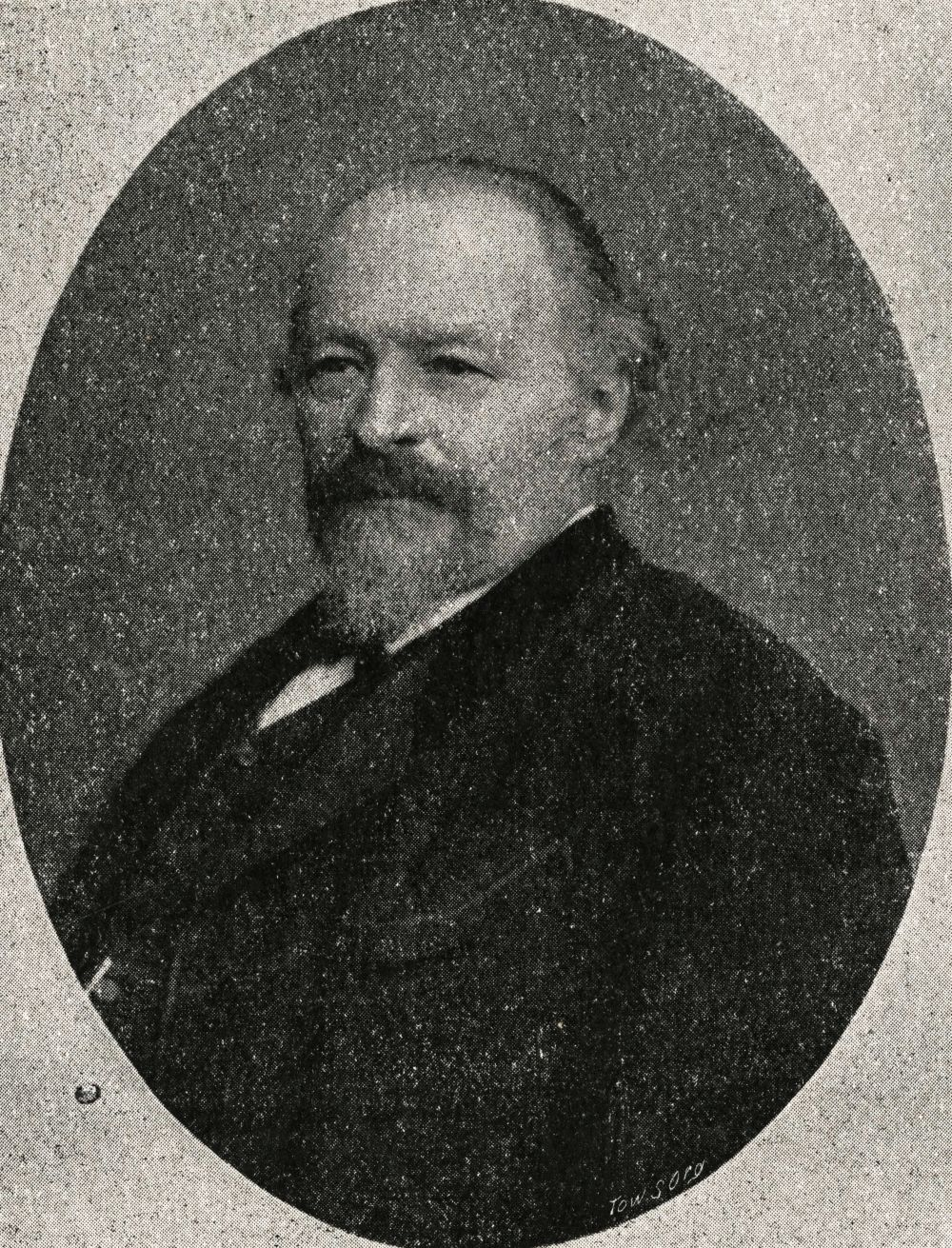
Gustaw Adolf Gebethner

Gustaw Adolf Gebethner (geboren am 3. Januar 1831 in Warschau; gestorben am 18. September 1901 ebenda) war ein polnischer Buchhändler und Verleger.
Gustaw Adolf Gebethner war der Sohn von Wilhelm Gebethner und Julianna Ritz. Er stammte aus einer deutschstämmigen Warschauer Familie. Zusammen mit August Robert Wolff gründete er 1857 eine Buchhandlung und einen Verlag namens Gebethner und Wolff mit Niederlassungen im ganzen Land sowie in Paris und New York City. Die Firma war berühmt für Editionen der polnischen Volks- und Musikliteratur. Die Firma bestand bis 1951 (das Antiquariat wurde 1961 geschlossen).
Gebethner wurde auf dem Evangelisch-Augsburgischen Friedhof in Warschau beerdigt. Sein Urenkel ist Stanisław Gebethner, Rechtsanwalt und Politikwissenschaftler.